# Fouad Siniora
Fouad Siniora (in arabo فؤاد السنيورة‎?, traslitterato Fuʾād al-Sanyūra; Sidone, 14 aprile 1943) è un politico libanese, primo ministro del Libano dal 19 luglio 2005, data in cui è succeduto a Najib Mikati.
Quando il Presidente della Repubblica del Libano, Émile Lahoud, ha lasciato libera la carica, ha ricoperto il ruolo di Presidente ad interim.
All'elezione di Michel Suleiman come presidente della repubblica, Fouad Siniora si dimise dal ruolo di primo ministro, ma venne riconfermato a tale carica dallo stesso Suleiman.

## Biografia
Nato in una famiglia sunnita di Sidone, Siniora è stato un amico dell'ex Primo Ministro libanese Rafīq al-Ḥarīrī sin dall'infanzia. Diplomato in economia presso la American University of Beirut, Siniora è stato docente universitario e ha poi lavorato nel settore bancario all'interno del gruppo Citibank di Beirut, prima di occuparsi di auditing e controllo interno presso la Banca Centrale del Libano. 
Dal 1982 ha iniziato a lavorare all'interno dell'impero economico di Rafiq al-Hariri, rivestendo importanti mansioni dirigenziali.
Considerato uno stretto consigliere di Hariri, Siniora è stato sottosegretario per gli affari finanziari dal 1992 al 1998 e ministro delle finanze dal 2000 al 2004.  
Egli viene considerato il principale artefice della conferenza "Parigi II", svoltasi nel novembre 2002, che ha permesso al Libano di ottenere 2.6 miliardi di dollari.  
Accusato di corruzione e di sottrazione di documenti dopo le dimissioni del governo Hariri nel 1998, in quello che è stato visto come un conflitto personale tra lo stesso Hariri e il presidente Émile Lahoud, Siniora ritorna ministro nel 2000 dopo la vittoria elettorale di Hariri e viene prosciolto dalle accuse. 
Nel febbraio del 2002 Siniora introduce un'importante riforma fiscale, riducendo i dazi doganali sull'importazione di beni dall'esterno e sostituendoli con una imposta sul valore aggiunto pari al 10%. 
È durante la sua permanenza alla guida del dicastero delle finanze che il debito pubblico è cresciuto a dismisura, ma le responsabilità di questa politica di indebitamento sono controverse, in parte a causa delle pesanti ingerenze siriane sulla vita politica libanese durante tutto il corso degli anni novanta, in parte a causa delle enormi difficoltà poste alle politiche economiche di sviluppo dai postumi della guerra civile libanese (1975-1990).
Dopo la cosiddetta "rivoluzione dei cedri" nella primavera del 2005 e la vittoria dell'opposizione antisiriana nelle successive elezioni politiche, Fouad Siniora è stato incaricato dal presidente Émile Lahoud di formare un nuovo governo, lasciando il proprio incarico di amministratore delegato del gruppo Méditerranée, una holding bancaria legata alla famiglia Hariri. 

## Incarico come primo ministro del Libano (2005-2009)

### Governo Siniora I (19 luglio 2005-11 luglio 2008)
Dopo difficili negoziati con il presidente e con le diverse forze politiche, Siniora ha formato un governo di coalizione il 19 luglio 2005, cercando una mediazione tra le varie istanze espresse dal multiforme quadro politico e sociale libanese e le pressioni provenienti dalla comunità internazionale, in particolare per quanto attiene al disarmo del gruppo radicale sciita Hezbollah.
Durante la seconda guerra israelo-libanese, il governo guidato da Siniora ha presentato al vertice di Roma del 27 luglio 2006 un piano in sette punti per una risoluzione del conflitto e ha poi accolto la risoluzione 1701 (2006) del Consiglio di Sicurezza delle Nazioni Unite, che ha posto fine al conflitto.
Al 26º giorno del conflitto Siniora parlò davanti ai membri della Lega Araba della risoluzione del conflitto. 
Vedendo l'assemblea non assumere alcun impegno contro la guerra e l'Iran criticare il suo piano in sette punti scoppiò in lacrime.
L'esecutivo guidato da Siniora è stato indebolito nel novembre 2006 dalle dimissioni di sei ministri sciiti legati ai movimenti Hezbollah e Amal, che chiedono la formazione di un governo di unità nazionale, e dall'assassinio del ministro dell'industria Pierre Amin Gemayel.
Dopo lo spirare del mandato presidenziale di Lahoud (23 dicembre 2007), Siniora ha assunto le funzioni di Capo dello Stato ad interim fino all'elezione del prossimo Presidente della Repubblica.
La situazione ben presto diventa difficile, Nabih Berri fissa varie riunioni del parlamento per eleggere il presidente, ma vengono sempre rimandate a causa della mancanza di un numero di deputati sufficiente per eleggerlo e soprattutto perché non c'è accordo sulla formazione del governo che sarebbe dovuto nascere subito dopo l'insediamento del presidente. In particolare l'opposizione vorrebbe 11 ministri su 30 in modo da avere potere di veto su tutte le decisioni del governo (le decisioni sono prese con la maggioranza dei 2/3).
In questo periodo si registrano in diverse zone del paese, in particolare a Beirut e nella valle della Bekaa, manifestazioni e disordini contro il governo Siniora accusato di non impegnarsi contro la crescente inflazione e di non aumentare i salari statali fermi da diversi anni.
La svolta avviene nel maggio 2008, Siniora infatti decide di destituire un alto funzionario dell'Aeroporto di Beirut vicino ad Hezbollah e accusato di sorvegliare i movimenti dei politici che giungono in Libano. Ma soprattutto dichiara illegale il sistema di trasmissioni creato da Hezbollah che risultò fondamentale per la milizia durante la guerra con Israele.
La risposta di Hezbollah non si fa attendere. Si creano barricate per le strade, l'aeroporto e il porto vengono chiusi, gli scontri si estendono in tutta Beirut Ovest (la parte musulmana), la sede di Future TV (la televisione della famiglia Hariri) è data alla fiamme. In pochi giorni la parte Ovest della capitale è conquistata dai miliziani Hezbollah, che la consegneranno all'esercito. Una nuova guerra civile sembra imminente. Siniora è sul punto di dimettersi come vorrebbe l'opposizione.
Dopo questi giorni di scontri, in cui si registrarono 60 morti, il Qatar si offre come mediatore tra le parti per porre fine al clima pesante di tensione.
Dopo vari giorni di trattative svoltesi a Doha, si arrivò ad un accordo, il presidente sarà Michel Suleiman e il governo verrà così ripartito: 16 ministri alla maggioranza, 11 all'opposizione e 3 indicati dal presidente.
Suleiman, con sorpresa di molti, affida nuovamente l'incarico di primo ministro a Fouad Siniora che, dopo più di un mese di estenuanti trattative, l'11 luglio 2008 annuncia di aver formato il nuovo governo.

### Governo Siniora II (11 luglio 2008-9 novembre 2009)
Di seguito sono riportati tutti gli esponenti politici che formano il secondo governo presieduto da Fouad Siniora, 1 donna e 27 uomini. 
| Politico               | Ruolo                                        |
| Fouad Siniora          | Primo Ministro                               |
| Issam Abou Jamra       | Vice primo ministro                          |
| Mohammad Chatah        | Ministro delle Finanze                       |
| Ibrahim Najjar         | Ministro della Giustizia                     |
| Mario Aoun             | Ministro degli Affari sociali                |
| Ghazi Zoayter          | Ministro dell'Industria                      |
| Elie Marouni           | Ministro del Turismo                         |
| Tammam Salam           | Ministro della Cultura                       |
| Antoine Karam          | Ministro dell'Ambiente                       |
| Elias al-Murr          | Ministro della Difesa                        |
| Raymond Audi           | Ministro degli Sfollati                      |
| Mohammad Safadi        | Ministro dell'Economia e sviluppo            |
| Ibrahim Shamseddine    | Ministro delle riforme amministrative        |
| Ziad Baroud            | Ministro dell'Interno                        |
| Talal Arslan           | Ministro dei Giovani e dello Sport           |
| Bahia Hariri           | Ministro dell'Educazione                     |
| Ghazi Aridi            | Ministro dei Trasporti e dei Lavori Pubblici |
| Fawzi Salloukh         | Ministro degli Affari Esteri                 |
| Alain Tabourian        | Ministro dell'Energia e dell'Acqua           |
| Mohammad Fneish        | Ministro del Lavoro                          |
| Mohammad Jawad Khalifa | Ministro della Salute                        |
| Gebran Bassil          | Ministro delle Telecomunicazioni             |
| Tarek Mitri            | Ministro dell'Informazione                   |
| Elias Skaff            | Ministro dell'Agricoltura                    |
| Wael Abou Faour        | Ministro di Stato                            |
| Ali Qanso              | Ministro di Stato                            |
| Khaled Qabbani         | Ministro di Stato                            |
| Jean Ogassapian        | Ministro di Stato                            |
| Nassib Lahoud          | Ministro di Stato                            |
| Youssef Taqla          | Ministro di Stato                            |

Questo governo si può, senza dubbi, definire un governo tecnico il cui compito principale è preparare il paese alle elezioni legislative del 2009 creando un clima di tranquillità e risolvere alcuni problemi di enorme importanza per il Libano.
Questi problemi sono in particolare: il nodo delle armi di Hezbollah, le relazioni con la Siria e la questione delle Fattorie di Sheb'a.
Prima ancora di ricevere la fiducia, l'intero gabinetto si riunì per avviare una trattativa sul nodo delle armi di Hezbollah, il fronte anti-siriano voleva che venissero inglobate nell'esercito, mentre la milizia sciita diceva che essi avevano diritto alla resistenza e dovevano ancora liberare del territorio libanese dall'occupazione nemica, riferendosi alle Fattorie di Sheb'a, gestite da Israele. Dopo diversi giorni di trattative, il governo concede il diritto alla resistenza, rendendo quindi legale il possesso delle armi al partito sciita.
Il 12 agosto 2008, il governo Siniora riceve la fiducia dal parlamento con 100 voti favorevoli, 2 astenuti e 5 contrari. Diversi deputati non parteciparono alla seduta in segno di protesta per la presenza di ministri legati ad Hezbollah all'interno del governo.
Il 20 agosto, Siniora si reca in visita a Baghdad, dove incontra il primo ministro iracheno Nuri al-Maliki per discutere su questioni riguardanti la fornitura di petrolio iracheno per il Libano e per instaurare rapporti commerciali. Questa visita è considerata storica ed è la prima dopo la caduta del regime di Hussein da parte di un premier libanese.
Durante il mese di ottobre Siniora in un'intervista afferma che dopo un'elezione la maggioranza dovrebbe governare e la minoranza essere all'opposizione, aggiungendo che questa è la democrazia. 
Queste parole sono un messaggio nei confronti di Hezbollah che detiene potere di veto all'interno del governo Siniora, ottenuto tramite una violenta protesta che portò agli accordi di Doha. 
Il 3 novembre, Siniora va in visita ufficiale ad Ankara in Turchia. Il motivo della visita è discutere delle trattative che potrebbero portare alla pace in Medioriente. Ricordiamo che la Turchia ha svolto ruolo di mediatore per un accordo di pace tra Israele e Siria, ed è convinta che anche il Libano può rientrare nella trattativa. Nello stesso giorno il Primo Ministro del Libano ha tenuto una conferenza stampa congiunta con il suo collega turco, il Premier Recep Tayyip Erdoğan.